# Carl Carl (Komponist)

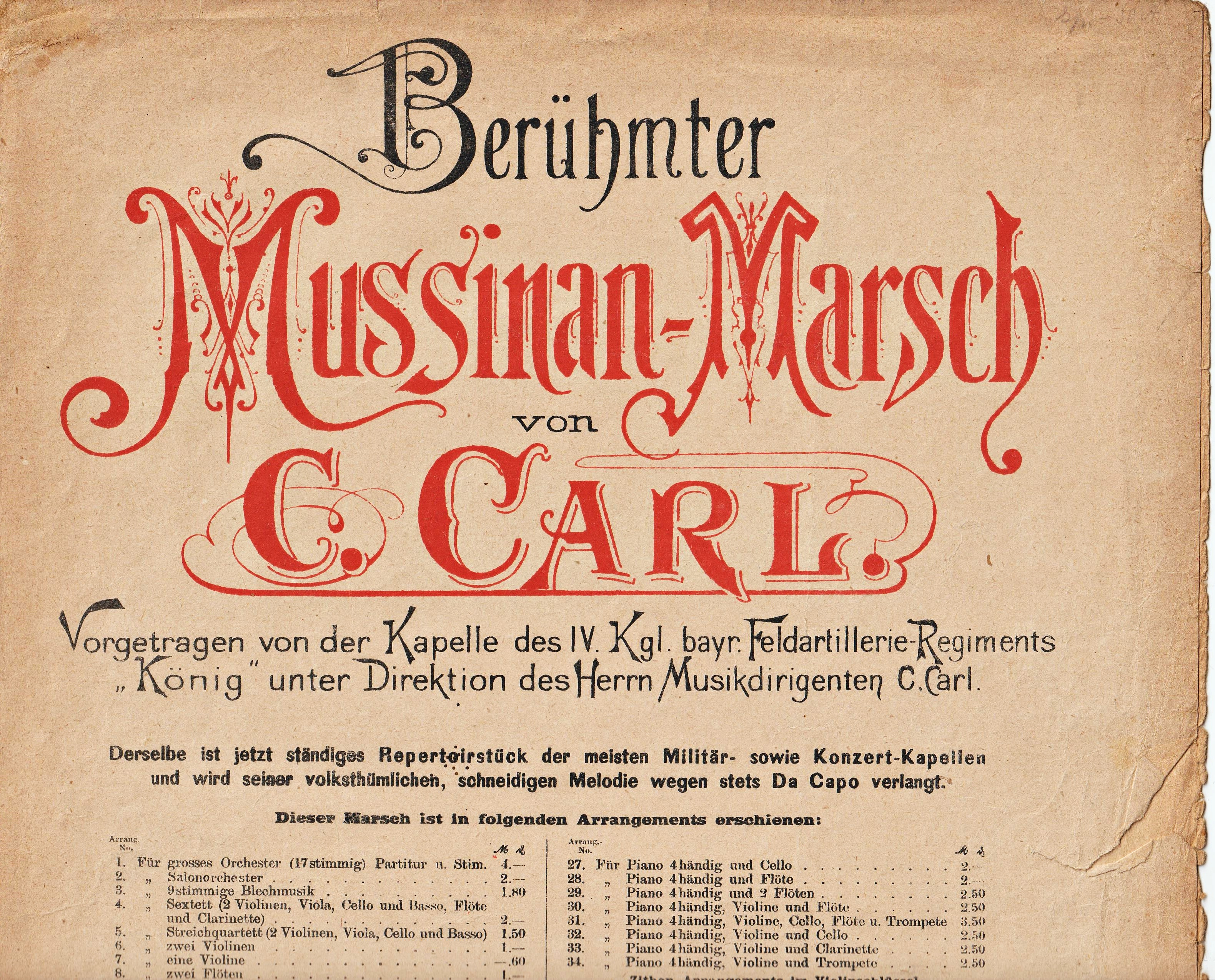
Mussinanmarsch, Partitur um 1900

Carl Carl, auch Karl Carl, (* 4. April 1830 in Forchheim; † 20. August 1898 in München) war ein deutscher Komponist und Musiker.

## Leben
Mit 18 Jahren trat Carl als Freiwilliger in das 1. Feldartillerie-Regiment in München ein und war dort als Trompeter tätig. Als das 4. Feldartillerie-Regiment in Augsburg aufgestellt wurde, bewarb er sich um die Stelle des Stabstrompeters und bestand als Bester die Aufnahmeprüfung. Über 30 Jahre lang leitete Carl das Trompeterkorps des Augsburger Regiments und entwickelte es zu einem Klangkörper, „wie es bisher ohne Beispiel war“. Er wurde deshalb des Öfteren von König Ludwig II. nach München befohlen. Mit dem Trompeterkorps musizierte Carl dann während des königlichen Dinners.
1890 ging er in den Ruhestand. Als Carl am 20. August 1898 in München verstarb, schrieb die Augsburger Abendzeitung in ihrem Nachruf, dass die Bayerische Armee mit seinem Ableben „den begabtesten, tüchtigsten und vielleicht volkstümlichsten Militärkapellmeister verloren“ hat.
Seine bekannteste Komposition ist der „Mussinan-Marsch“, den er Oberst und Regimentskommandeur Ritter von Mussinan zum Abschied widmete. Daneben komponierte er weitere Märsche und Tänze, die alle in der Musiksammlung der Bayerischen Staatsbibliothek (Mussinan Marsch. 11713–11716 und 11736) zu finden sind.

## Werke
- „Baron-von-Stengel-Marsch“
- „Fürst-Fugger-Marsch“
- „Glocken-Marsch“
- „Heimatland“
- „Hochländer Marsch“
- „Kriegsfanfare“ (1870)
- „Mussinan-Marsch“ (im Verlag Halter - Helbig - Rundel)
- „Riedinger Marsch“
- „Rotonde-Marsch“
- „Schleitheimer Marsch“
- „Seuffert-Marsch“, nach Motiven des Liedes „Heinrich der Vogler“
- „Testier Marsch“